# 伊热夫斯克机械工厂
伊热夫斯克机械工厂（羅馬化：Izhevsky Mekhanchesky Zavod）或IZHMEKH（ИЖМЕХ）是一家主要的枪械制造商，于1942年在伊热夫斯克成立，主要生产小型武器。第二次世界大战结束后，它继续生产用于军事和狩猎以及后来的高科技武器和民用的枪支。在苏联解体后，民用产品的范围被极大扩大，但枪支仍然是其主要产品。贝加尔湖枪支仍然可以以“游侠”之名从雷明登武器公司购买。
自1960年以来，伊兹梅克以“贝加尔湖”的商标出口狩猎霰弹枪。他们的产品还包括各种手枪，包括受欢迎的贝加尔IZH-79。
伊兹梅克以开发和制造马卡洛夫手枪和MP-443乌鸦式手枪而闻名。它也是第二次世界大战期间为苏联军队生产莫辛-纳甘步枪和SVT-40半自动步枪的主要工厂之一。
2013年8月13日，伊兹玛什和伊热夫机械厂合并并正式更名为卡拉什尼科夫集團。